# NGC 785
NGC 785 = IC 1766 ist eine linsenförmige Galaxie vom Hubble-Typ S0 im Sternbild Dreieck am Nordsternhimmel. Sie ist schätzungsweise 228 Millionen Lichtjahre von der Milchstraße entfernt und hat einen Durchmesser von etwa 100.000 Lj.

Im selben Himmelsareal befinden sich u. a. die Galaxien NGC 777, NGC 783, NGC 789, NGC 798.
Das Objekt wurde am 25. Oktober 1876 von dem französischen Astronomen Édouard Stephan entdeckt. Der Eintrag IC 1766 im Index-Katalog für diese Galaxie geht auf eine Beobachtung durch Edward Barnard aus dem Jahre 1890 zurück.